# Octomeria linearifolia
Octomeria linearifolia é uma espécie de orquídea (Orchidaceae) originária do Brasil.